# Sucre de pastèque
Sucre de pastèque (titre original : In Watermelon Sugar) est un roman post-apocalyptique écrit par Richard Brautigan en 1964 et publié en 1968 puis traduit en français par Michel Doury et publié aux éditions Christian Bourgois en 1974.  
Situé au lendemain d'une civilisation déchue, il se concentre sur une commune organisée autour d'une maison centrale de rassemblement qui est appelée iDEATH. Dans cet environnement, beaucoup de choses sont faites à partir de sucre de pastèque (bien que les habitants utilisent également le bois de pin et la pierre pour les matériaux de construction et le combustible à base d'huile de truite). 
Le paysage du roman est constamment en mouvement ; chaque jour, le soleil a une couleur différente qui crée des pastèques de couleur différente, et le bâtiment central change aussi fréquemment. Le narrateur du roman, qui n'est pas nommé, prétend écrire un livre d'investigation sur ses expériences à iDEATH. Son récit à la première personne est épuré et minimaliste, ce qui confère au roman une qualité détachée et extraterrestre.

## Résumé
Grâce au récit du narrateur à la première personne, nous apprenons l'histoire des gens et les événements de iDEATH. La tension centrale est créée par Margaret, autrefois amoureuse du narrateur, et par inBOIL, un homme rebelle qui a quitté iDEATH pour vivre près d'une zone interdite appelée les Oeuvres oubliées. Il s'agit d'un énorme tas d'ordures où les restes d'une ancienne civilisation abandonnée gisent en grands tas. Margaret, collectionneuse de ces oeuvres oubliées, est amie avec inBOIL et ses adeptes, qui explorent l'endroit et fabriquent du whisky.
La séparation d'inBOIL et du groupe pourrait être liée à l'anéantissement des tigres, tués de nombreuses années auparavant par le peuple. Il n'est pas clair pour le lecteur si les tigres sont de véritables tigres, des êtres humains ou en quelque sorte anthropomorphiques : ils tuent et mangent des gens, y compris les parents du narrateur, mais ils peuvent aussi parler, chanter et jouer des instruments de musique, et sont aussi compétents en arithmétique. Deux tigres sont tués sur un pont connu plus tard sous le nom de pont abandonné. Le dernier tigre est tué à un endroit qui est devenu plus tard un élevage de truites.
Au point violent du roman, inBOIL retourne dans la communauté avec une poignée de fidèles, planifiant de montrer aux habitants ce qu'est réellement iDEATH. Les habitants savent seulement que quelque chose est sur le point de se produire. Margaret semble inconsciente des menaces et ne se préoccupe pas de la sécurité de sa famille et de ses amis. Beaucoup soupçonnent que Margaret savait et n'a pas révélé les détails du véritable plan d'inBOIL et qu'elle conspire avec lui. Elle est à moitié ostracisée d'iDEATH. Au début du roman, le narrateur révèle qu'il a mis fin à leur relation à cause de ces événements. 

## Allusions dans d'autres œuvres

### Littérature
iDeath est également brièvement mentionné dans la section New Traveler's Almanac de La Ligue des gentlemen extraordinaires.
Sucre de pastèque est également référencé à plusieurs reprises dans le roman de Dean Koontz, One Door Away from Heaven, par un important personnage secondaire qui croit, dans son brouillard presque constamment imprégné de drogue, qu'elle dévoilerait les secrets de l'univers si seulement elle pouvait comprendre ce livre correctement. 
Le personnage principal du roman I Know This Much Is True de Wally Lamb lit et fait référence à Sucre de pastèque tout au long du roman. 

### Musique
Les titres et les personnages sont également utilisés comme paroles dans une chanson du groupe Klaxons dans leur chanson Forgotten Works, qui figure sur leur album Myths of the Near Future. 
Neko Case s'est inspirée de ce livre pour sa chanson Margaret versus Pauline, qui figure sur l'album Fox Confessor Brings the Flood.
La chanson Watermelon Sugar d'Harry Styles, est inspirée du roman.

### Communautés hippies
Sucre de pastèque est mentionné dans le livre de Ray Mungo sur son expérience de la fondation et de la gestion de la commune de Total Loss Farm dans le Vermont. Il parle de iDEATH à plusieurs reprises.
Stephen Gaskin, qui écrit qu'il a ressenti une « étrange acidité » et une « mythologie étrange » à la lecture du livre, qui a peut-être inspiré certains aspects de The Farm sur iDEATH.